# Oliver (软件)
Oliver（表记为全大写字母）是美国工作室VocaTone开发的歌声合成软件Vocaloid英語歌声库，于2011年12月21日由瑞典音频应用公司PowerFX发行，由一名13岁英式口音的男童高音录制歌声数据，格式为数位下载和DVD，支持Microsoft Windows，适用于编辑器Vocaloid 3 Editor及更高版本。
Oliver的虚拟形象既同名虚构人物是由DeviantArt用户Lawlietlk根据“古典”的概念创作，Oliver有着小麦色的头发和柔黄色的瞳孔，穿着大码的深蓝色外套和白色立襟衬衣，戴着海军帽，赤裸着双脚。服裝靈感來自於維也納少年合唱團的制服，以及18世纪末至19世纪初上层男性的穿着，Lawlietlk为了延续PowerFX在Vocaloid插图人物上的怪物主题，但认为怪物的钢钉缝线看起来不太好，便在左眼、左脚踝和右腿膝盖的位置画上白色的繃帶。Lawlietlk为了能吸引到西方听众和专业人士，于是选择了偏写实的设计风格。根据VocaTone的人物设置，Oliver是一名被扔进Vocaloid数字世界的12岁合唱团男孩，因为神秘的原因而在身上缠有绷带，他有一只名叫James的美洲金翅雀相伴，这只鸟负责更新Oliver的Twitter账号动态。

## 流行文化中
在美国动画片《小蜂与狗猫猫》登场的虚构猫狗生物狗猫猫是使用Oliver合成配音，此为编剧娜塔莎·阿莱格里决定。